# Моршанское викариатство

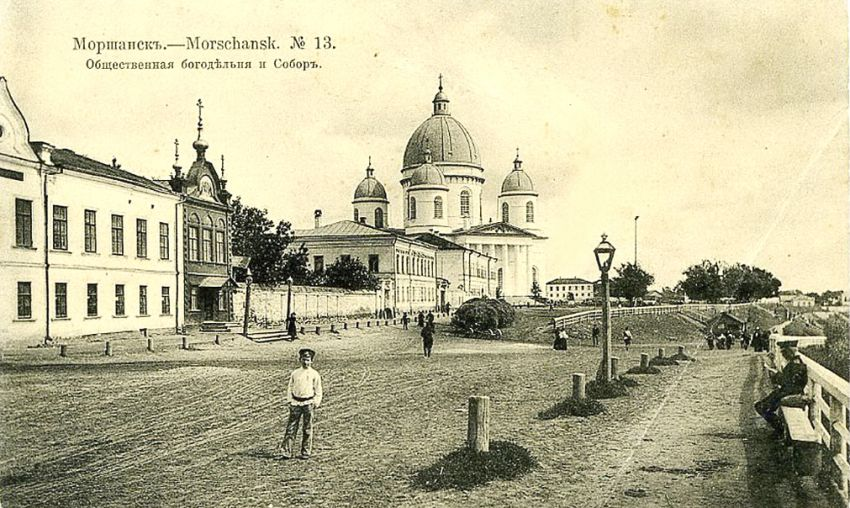
Троицкий собор в Моршанске. Дореволюционное фото

Морша́нское викариа́тство — викариатство Тамбовской епархии Русской православной церкви.

## История
В 1926 году была образована Моршанская епархия, и епископ Иоанн (Георгиевский) получил титул епископа Моршанского. В Моршанске епископ Иоанн забрал у обновленцев Троицкий собор, сделав его кафедральным. Однако в 1930 году обновленцам удалось обманом вновь захватить собор.
Тогда кафдральным храмом стала Никольская Базевская церковь Моршанска. В 1930-е годы Базевский Никольский храм стал сосредоточием монашества из разоренных обителей, переехавшего в город из сёл неслужащего священства и их семей. Храм был под особым надзором власти.
После 1937 года моршанская кафедра не замещалась.

## Епископы
- 19 августа 1923—1928 — Иоанн (Георгиевский)
- 21 сентября 1928 — март 1933 — Серапион (Шеваляевский)
- 21 марта 1933 — 17 апреля 1935 — Петр (Савельев)
- 17 апреля 1935 — 27 января 1937 — Павел (Введенский)
- 2 февраля — 8 сентября 1937 — Аполлос (Ржаницын)